# Alchemilla gracilis
Alchemilla gracilis là loài thực vật có hoa trong họ Hoa hồng. Loài này được Opiz mô tả khoa học đầu tiên năm 1839.

## Hình ảnh

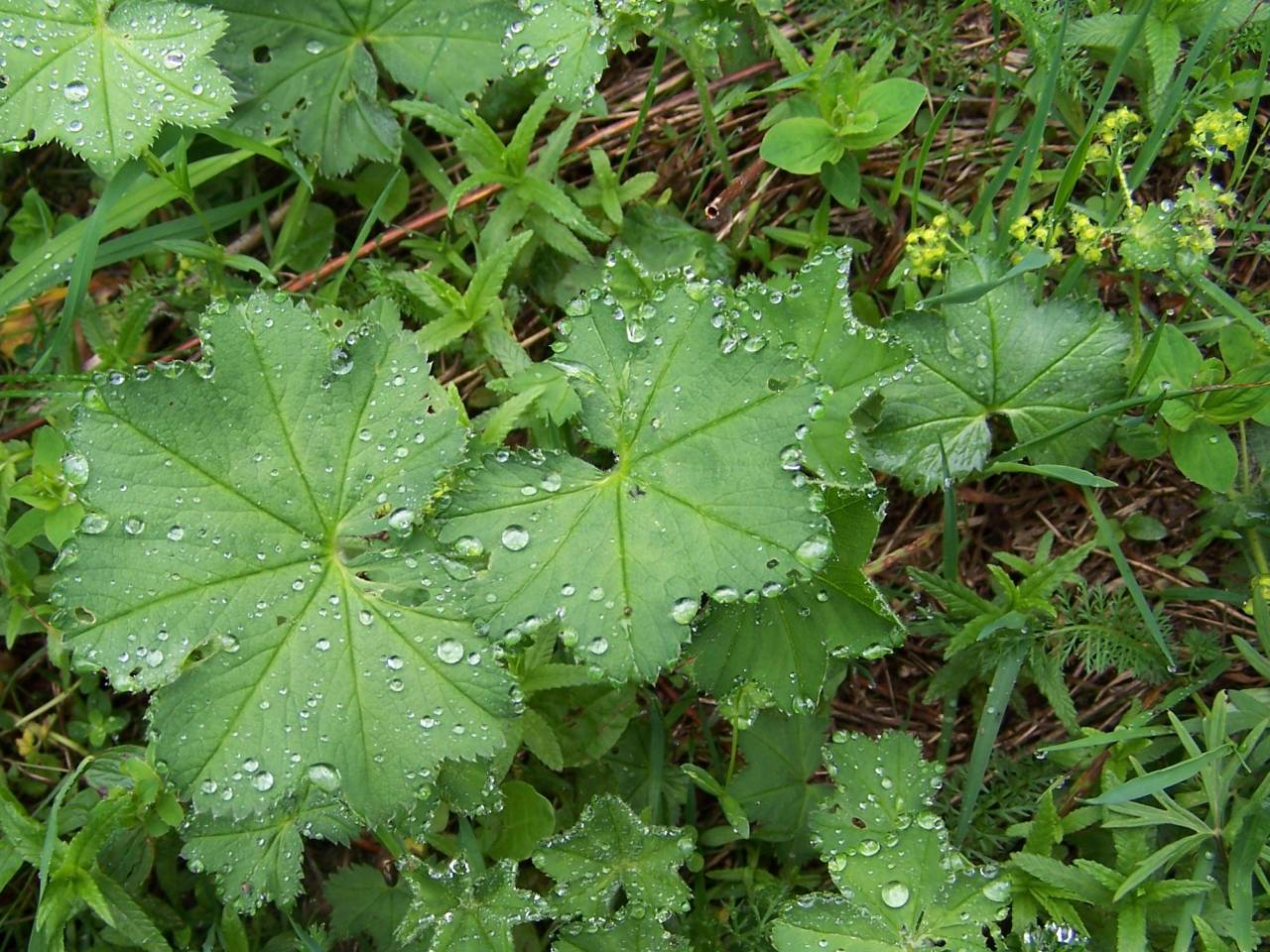
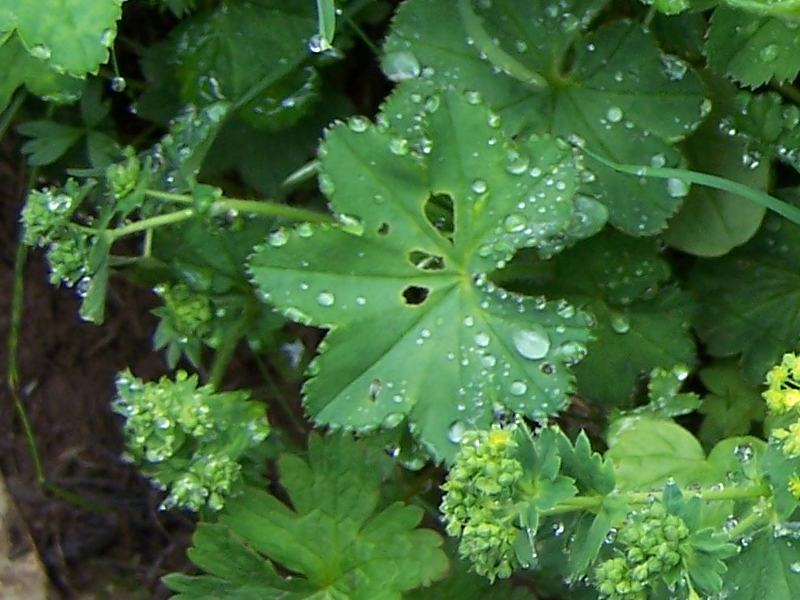